# Eishockey-Landesliga Bayern 2022/23
Die Eishockey-Landesliga Bayern 2022/23 wurde unter dem Dach des Bayerischen Eissportverbandes (BEV) organisiert und ist nach der Bayernliga (Regionalliga) eine der fünfthöchsten Spielklassen im deutschen Eishockey.

## Saisonverlauf
Die Eishockey-Landesliga 2022/23 war die 75. Ausspielung dieser Liga. Meister und Aufsteiger wurde der EV Dingolfing. Absteiger in die Bezirksliga war der TSV Schliersee.

### Modus
Die Vorrunde 2022/23 wurde in zwei Gruppen, Gruppe 1 (Nord/Ost) und Gruppe 2 (Süd/West) mit 10 bzw. 9 Mannschaften, als Einfachrunde ausgespielt. Die vier besten Teilnehmer jeder Gruppe hatten sich für die Meisterrunde qualifiziert. Anschließend nahmen die vier besten Teams an den Playoffs teil.
Die Mannschaften ab Platz 5 jeder Vorrundengruppe nahmen an der Abstiegsrunde teil, bei der die Teams auf den Plätzen 10 und 11 im Play-Down-Modus Best-of-3 den Absteiger in die Bezirksliga ausspielten.

## Teilnehmer
Nicht mehr dabei waren die Auf- und Absteiger der Vorsaison. Absteiger aus der Bayernliga gab es nicht. Titelverteidiger war der SC Reichersbeuern. Neu in der Liga waren die Aufsteiger ERC Sonthofen und der ERSC Ottobrunn.

### Endplatzierungen
nach Vor-, Meister-, Abstiegsrunde, Playoffs und Playdowns

Bereich des „Bayerischen Eissportverbandes“ (BEV)

| Endplatzierung | Endplatzierung | Vorrunde Gr. A (S/W) | Vorrunde Gr. B (N/O) |
| --- | --- | --- | --- |
|  1. EV Dingolfing - 2. ESC Haßfurt - 3. ERC Sonthofen (N) - 4. ESV Burgau - 5. SC Reichersbeuern (M) - 6. Wanderers Germering - 7. ESV Waldkirchen - 8. TSV Trostberg - 9. EV Fürstenfeldbruck - 10 EHC Bad Aibling | - 11 EV Pfronten - 12 EV Moosburg - 13 ESC Vilshofen - 14 ERC Lechbruck - 15 VER Selb 1b - 16 EHC Bayreuth/1b - 17 ERSC Ottobrunn (N) - 18 SC Forst 1b  19 TSV Schliersee/ TEV Miesbach 1b |  1. ESC Haßfurt - 2. EV Dingolfing - 3. Wanderers Germering - 4. ESV Waldkirchen - 5. EV Fürstenfeldbruck - 6. ESC Vilshofen - 7. EV Moosburg - 8. VER Selb 1b - 9. EHC Bayreuth/1b - 10 ERSC Ottobrunn (N) |  1. ERC Sonthofen (N) - 2. ESV Burgau - 3. SC Reichersbeuern (M) - 4. TSV Trostberg - 5. EV Pfronten - 6. EHC Bad Aibling - 7. ERC Lechbruck - 8. SG TSV Schliersee/ TEV Miesbach 1b - 9. SC Forst |

(A) = Absteiger aus der Bayernliga, (N) = Neu in der Liga, (R) = Rückzug, (M) = Meister / Titelverteidiger, Meisterrundenteilnehmer fett gedruckt

 Bayerischer Meister und Aufsteiger  Gruppensieger  Absteiger

### Meister-Playoffs 2022/23
Vom 12. März 2023 bis 26. März 2023
Die Halbfinalspiele wurden im Best-of-Three-Modus und die Endspiele im Best-of-Five-Modus ausgetragen. Dabei wurden der Bayerische Landesliga-Meister und Aufsteiger in die Bayernliga 2023/24 ermittelt. Den dritten Platz belegte das Team mit den mehr erreichten Punkten und Toren im Playoff-Halbfinale.
|  | Halbfinale | Halbfinale    | Halbfinale  | Halbfinale | Halbfinale | Halbfinale | Halbfinale |   |     | Finale        | Finale          | Finale | Finale | Finale | Finale | Finale | Finale | Finale |
|  |            |               |             |            |            |            |            |   |     |               |                 |        |        |        |        |        |        |        |
|  | MR1        | EV Dingolfing | 5           | 4          | 5          | /          | 2          |   |     |               |                 |        |        |        |        |        |        |        |
|  | MR4        | ERC Sonthofen | 6           | 3          | 2          | /          | 1          |   |     |               |                 |        |        |        |        |        |        |        |
|  | MR4        | ERC Sonthofen | 6           | 3          | 2          | /          | 1          |   | MR1 | EV Dingolfing | 7               | 2      | 11     | 2      | 3      | /      | 3      |        |
|  |            |               |             |            |            |            |            |   | MR1 | EV Dingolfing | 7               | 2      | 11     | 2      | 3      | /      | 3      |        |
|  |            | MR3           | ERC Haßfurt | 1          | 5          | 3          | 7          | 2 | /   | 2             |                 |        |        |        |        |        |        |        |
|  | MR2        | MR3           | ERC Haßfurt | 1          | 5          | 3          | 7          | 2 | /   | 2             | ESV Burgau 2000 | 2      | 10     | –      | /      | 0      |        |        |
|  | MR2        |               |             |            |            |            |            |   |     |               |                 | 2      | 10     | –      | /      | 0      |        |        |
|  | MR3        | ERC Haßfurt   | 4           | 11         | –          | /          | 2          |   |     |               |                 |        |        |        |        |        |        |        |

MR = Meisterrunde
- Meister mit Aufstiegsrecht EV Dingolfing

### Playdowns 2022/23
Die Playdown-Runde um den Klassenerhalt der Landesliga wurde im Best-of-Three-Modus ausgetragen. Hierbei spielten die Teams der Plätze 10 und 11 der Abstiegsrunde gegeneinander. Termine: 3., 5. und 10. März 2023
Der Verlierer der Playdown-Runde war sportlicher Absteiger in die Bezirksliga.
|                                               | Serie | Spiel 1 | Spiel 2 | Spiel 3 |
| --------------------------------------------- | ----- | ------- | ------- | ------- |
| SC Forst (10) – SG Schliersee / Miesbach (11) | 2-1   | 1-0 P   | 2-3 V   | 8-4     |